# Stazione di Guardia Piemontese Terme
Stazione di Guardia Piemontese Terme vasútállomás Olaszországban, Guardia Piemontese településen.

## Vasútvonalak
Az állomást az alábbi vasútvonalak érintik:
- Battipaglia–Reggio di Calabria-vasútvonal

## Kapcsolódó állomások
A vasútállomáshoz az alábbi állomások vannak a legközelebb:
- Stazione di Fuscaldo
- Stazione di Acquappesa